# Šef konzularnog ureda
Šef konzularnog ureda prema Bečkoj konvenciji o konzularnim odnosima iz 1963. označuje osobu koja je ovlaštena djelovati u tom svojstvu. Šef konzularnog ureda može biti karijerni i počasni konzularni dužnosnik. Šefove konzularnog ureda imenuje država šiljateljica, a obavljanje funkcije im dopušta država primateljica.
Šefovi konzularnih ureda dijele se u četiri razreda:
- generalni konzuli;
- konzuli;
- vicekonzuli;
- konzularni agenti.

Država šiljateljica daje šefu konzularnog ureda dokument u obliku patentnog pisma ili nekog sličnog akta, koji se izdaje za svako
imenovanje i u kojem se potvrđuje svojstvo šefa konzularnog ureda, te se, u pravilu, navodi njegovo prezime i ime, njegova kategorija i razred, konzularno područje i sjedište konzularnog ureda.
Šefu konzularnog ureda dopušta se da obavlja svoje funkcije odobrenjem od strane države primateljice koje se naziva egzekvatura, nezavisno od oblika tog odobrenja. Država koja odbije izdati egzekvaturu nije dužna državi šiljateljici priopćiti razloge svog odbijanja. Šef konzularnog ureda ne može stupiti na funkciju prije nego što dobije egzekvaturu, ali mu se može privremeneno to dopustiti.

## Poveznice
- Konzul (predstavnik)
- Šef diplomatske misije
- Konzularni zbor